# Tonna pennata
Tonna pennata là một loài ốc biển lớn, là động vật thân mềm chân bụng sống ở biển trong họ Tonnidae.

## Miêu tả
Độ dài vỏ lớn nhất ghi nhận được là 158 mm.

## Môi trường sống
Độ sâu nhỏ nhất ghi nhận được là 0 m. Độ sâu lớn nhất ghi nhận được là 13 m.